# MC Mars
MC Mars je americký rapper a spisovatel.
Od začátku osmdesátých let pracoval jako taxikář, zpočátku v New Yorku, později v San Franciscu. Své první album nazvané MC Mars vydal v srpnu 1988. Nahráno bylo v předchozím roce ve studiu Art of Ears Studio v San Francisku a hráli na něm například kytarista Andy Ernst a saxofonista Armin Winter. V červenci 1988 byl diagnostikován jako HIV pozitivní. Později vydal dvě další alba, Street Opera (1995) a Letz Cabalaborate (2007).
V roce 2005 debutoval jako spisovatel, když vydal knihu Don’t Take Me the Long Way složenou ze třiceti povídek ze života taxikáře, na kterých pracoval od roku 1998. V roce 2012 vydal svůj první román Burner, jehož děj se odehrává ve čtvrti Tenderloin, známé svou vysokou kriminalitou. V roce 2001 ztvárnil postavu řidiče a rappera ve filmu Scheme C6 režiséra Roba Nilssona. Režisér Kalman N. Mueller o něm v roce 2006 natočil krátkometrážní dokumentární film The Diamond Lane.

## Dílo

### Hudební alba
- MC Mars (1988)
- Street Opera (1995)
- Letz Cabalaborate (2007)

### Knihy
- Don’t Take Me the Long Way (2005)
- Burner (2012)